# Esperanza Gómez Corona
Esperanza Gómez Corona (Sevilla, 23 d'octubre de 1974) és una jurista i política espanyola, professora titular de dret constitucional de la Universitat de Sevilla.
Va néixer el 1974 a Sevilla. Es va doctorar en dret constitucional per la Universitat de Sevilla, amb la tesi La posición de las Cortes Generales en la doctrina del Tribunal Constitucional, dirigida per Javier Pérez Royo i llegida el 2009.
De conviccions socialdemòcrates, va treballar com a assessora del govern de José Luis Rodríguez Zapatero. Desencantada amb el Partit Socialista Obrer Espanyol, va concórrer com a candidata de Podem al número 2 de la llista per Màlaga per a les eleccions al Parlament d'Andalusia de 2015. Va ser escollida com a diputada de la desena legislatura del parlament regional.
Va ser designada senadora pel Parlament d'Andalusia el febrer de 2019, proposada pel grup parlamentari d'Adelante Andalucía. A l'octubre de 2019 es va anunciar la seva inclusió com a cap de llista per Sevilla de la candidatura de Más País-Andalucía de cara a les eleccions generals de novembre de 2019.